# 2000 EP36
2000 EP36 är en asteroid i huvudbältet som upptäcktes den 8 mars 2000 av LINEAR i Socorro County, New Mexico.
Asteroiden har en diameter på ungefär 12 kilometer, den tillhör asteroidgruppen Themis.